# Ruellia obtusa
Ruellia obtusa är en akantusväxtart som beskrevs av Christian Gottfried Daniel Nees von Esenbeck. Ruellia obtusa ingår i släktet Ruellia och familjen akantusväxter. Inga underarter finns listade i Catalogue of Life.